# Каргова (гміна)
Гміна Каргова (пол. Gmina Kargowa) — місько-сільська гміна у північно-західній Польщі. Належить до Зеленогурського повіту Любуського воєводства.
Станом на 31 грудня 2011 у гміні проживало 5851 особа.

## Площа
Згідно з даними за 2007 рік площа гміни становила 128.47 км², у тому числі:
- орні землі: 42.00%
- ліси: 49.00%

Таким чином, площа гміни становить 8.18% площі повіту.

## Населення
Станом на 31 грудня 2011:
| Опис     | Загалом | Загалом | Чоловіки | Чоловіки | Жінки | Жінки |
| -------- | ------- | ------- | -------- | -------- | ----- | ----- |
| одиниця  | осіб    | %       | осіб     | %        | осіб  | %     |
| все      | 5851    | 100     | 2851     | 48.73    | 3000  | 51.27 |
| міське   | 3719    | 100     | 1806     | 48.56    | 1913  | 51.44 |
| сільське | 2132    | 100     | 1045     | 49.02    | 1087  | 50.98 |

## Сусідні гміни
Гміна Каргова межує з такими гмінами: Бабімост, Боядла, Вольштин, Кольсько, Седлець, Сулехув, Тшебехув.